# Teleologisk förklaring
Teleologisk förklaring (av grek. telos "mål"), förklaring av ett fenomen med hänvisning till dess syfte.
I äldre tiders filosofi och ontologi räknades det som en fullt tillräcklig förklaring att ange att något var påbjudet i sig, en s.k. deontologisk förklaring (se deontologi). 
Teleologiska förklaringar är vanligt förekommande i berättigande resonemang, som juridik (sexköpslagen bidrar till ökad otrygghet för sexarbetare) och ekonomi (bokför momsen på ett särskilt konto, så blir det lättare att göra momsredovisningen vid månadens slut).

## Teleologiskt resonemang i barnlitteraturen
I Nalle Puh resonerar sig Puh fram till att han skall klättra upp i trädet, eftersom han hör ett surr och surr kan bara komma från bin, som bara finns för att göra honung, som bara finns för att han skall äta upp den.